# Havariegeld
Der Terminus Havariegeld (im HGB bis 1. Januar 2008 Havereigeld) bezeichnet die Kosten, die durch eine Havarie, also einen Schiffsunfall oder einen Seeschaden, der Reederei bzw. deren Versicherung entstehen.

## Erweiterung
Der Begriff wird auch für unfallbedingte Schäden an befrachteten Land- oder Luftfahrzeugen verwendet. Obwohl seit den 1980er Jahren die Bezeichnung Havarie auch bei Zwischenfällen in Kernkraftwerken benutzt wird, wird Havariegeld in diesem Zusammenhang nicht genannt. 